# NRK1
«НРК1» («NRK1») — 1-я телепрограмма Норвежского риксрадио.

## История
12 января 1952 года было проведено первое тестовое вещание, трансляция, длившаяся 32 минуты, состояла из часов с движущейся секундной стрелкой и сетки. Первая тестовая трансляция была проведена 12 января 1954, регулярное тестовое вещание началось 13 апреля 1958, регулярное — с 20 августа 1960. Является самым старым и самым крупным телеканалом Норвегии. В первом квартале 2012 года канал имел долю рынка 35,4 % (против 17,5 % у TV2, 7,3 % у TVNorges и 4,2 % у TV3).
С 7 февраля 2010 года вещает HD-версия телеканала: она дебютировала с показа 44-го Супербоула.

## Передачи
Программа также включает в себя телепередачи из других скандинавских стран, получаемых по Системе телевидения северных стран, и других стран Европы, получаемых по системе Евровидение. Основной информационной программой является телегазета «Дагсревиен» («Dagsrevyen» - с норв. — «Обзор за день»). Помимо подготовки и выпуска телепередач на норвежском (75 % на букмоле и 25 % на нюнорске), по программе часто показываются передачи на английском из США, Великобритании и Австралии. Закадровый перевод делается только для детских передач, для остальных делаются субтитры на норвежском языке, это обусловлено высоким уровнем знания английского в Норвегии.